# Кёпке, Юлиана
Юлиана Маргарет Беата Кёпке (нем. Juliane Margaret Beate Koepcke; род. 10 октября 1954, Лима, Перу) — немецко-перуанская учёная-зоолог, известная как единственная выжившая в катастрофе авиалайнера Lockheed L-188 Electra, произошедшей 24 декабря 1971 года. После того, как самолёт упал с высоты 3 тысячи метров в тропический лес, 17-летняя девушка в течение девяти дней пробиралась сквозь амазонские джунгли к людям, несмотря на глубокие резаные раны и перелом ключицы.
В зрелом возрасте служила директором Зоологической государственной коллекции Мюнхена.
По мотивам истории спасения Юлианы Кёпке в Италии был снят фильм «Чудеса ещё случаются» (итал. «I miracoli accadono ancora»).

## Биография

### Ранняя жизнь
Юлиана Кёпке родилась в 1954 году в семье немецких эмигрантов-биологов: мать Юлианы Мария — была орнитологом, а отец Ханс-Вильгельм — орнитологом и герпетологом. 24 декабря 1971 года Юлиана вместе с матерью летели на рождественские каникулы к отцу, работавшему в Пукальпе. Девушке недавно исполнилось 17 лет, она ещё училась в средней школе.

## Авиакатастрофа
24 декабря 1971 года около 12:00 по местному времени турбовинтовой самолёт авиакомпании LANSA Lockheed L-188 Electra вылетел из Международного аэропорта Хорхе Чавеса (город Кальяо, Республика Перу) направляясь в город Икитос, с промежуточной посадкой в Пукальпа (рейс 508). На борту находилось 92 человека, из них 6 членов экипажа и 86 пассажиров, включая 17-летнюю Юлиану Кёпке и её мать.
После успешного взлёта самолёт занял высоту 6400 метров и взял курс на Пукальпе. На маршруте находился грозовой фронт, но пилоты не стали менять направление. В 12:36 в правое крыло самолёта ударила молния и вызвала пожар в топливном баке. Из-за сильного огня крыло вскоре оторвало, воздушное судно потеряло управление и, разрушаясь, упало с высоты 3200 метров в тропический лес.
Место падения находилось в 20 минутах полёта от Пукальпе. Вскоре началась спасательная операция, но дождь предотвратил развитие пожара на земле, а кроны тропических деревьев скрыли обломки. Поэтому с воздуха поисковые экспедиции не смогли обнаружить самолёт.
Впоследствии было установлено, что катастрофа стала следствием ошибочного решения пилотов лететь через грозовой фронт.

## Спасение
По воспоминаниям Юлианы, когда самолёт оказался внутри грозового фронта, его начало трясти, падали вещи, некоторые пассажиры кричали. Затем ударила молния, и L-188 стал переворачиваться. Незадолго до падения пропал гул двигателей, были слышны только крики людей и свист ветра.
После падения самолёта Юлиана очнулась, накрытая сверху трехместным креслом, на котором сидела в самолете. Она получила перелом ключицы и ушиб правого глаза, сотрясение мозга, порвала связку в колене, а также имела многочисленные порезы, в том числе глубокие. По рассказу Юлианы Кёпке, очнулась она только на следующий день после катастрофы. Однако ещё длительное время её самочувствие не позволяло предпринимать какие-либо действия, она регулярно теряла сознание. К тому же Юлиана плохо видела: один глаз затёк, и она потеряла свои очки.
Постепенно придя в себя, Юлиана попыталась найти мать, которая сидела рядом, но безуспешно. Не найдя и других выживших, девушка решила не дожидаться спасателей, а самостоятельно добраться до людей. К этому моменту прошло уже 4 дня после катастрофы. Она слышала и видела поисковые самолёты, но они не видели её и Юлиане нечем было привлечь их внимание. Впоследствии расследование установило, что момент падения пережили 14 человек, но все они скончались от травм в течение следующих нескольких дней, до прибытия помощи.
Опираясь на знания о выживании в джунглях, полученные от отца, Юлиана отправилась на поиски людей. Перед этим она обыскала обломки в поисках еды, но обнаружила лишь небольшой кулек с конфетами, которые и стали её походной пищей. Также был обнаружен и довольно большой пирог, который при падении смешался с грязью и есть его в таком виде было невозможно. Поэтому Юлиана забрала только конфеты, оставив пирог, о чём потом сожалела (конфеты закончились через три дня, а вместо еды девушка просто пила много воды). 
На 6-й день (31 декабря) Юлиана услышала характерный звук крика гоацинов, которые живут вдоль рек. Пойдя к ним, она вскоре вышла на берег. Она спустилась в ручей, протекавший недалеко от места катастрофы, и направилась вниз по течению. Передвигаться по неглубокому ручью было проще, чем по джунглям, кроме того, следуя по ручью, высока вероятность выйти к людям. Однако девушка ошиблась с выбором направления, не подозревая, что пойди она в другую сторону, то вышла бы на реку Сунгари, где очень часто плавали различные лодки. В джунглях Юлиана встречала животных, в воде попадались змеи и рыбы. Следуя по руслу реки Шибоньи, она видела кайманов, но знала, что они не опасны для человека, так же, как не опасны и живущие в проточной воде пираньи. Для защиты от скатов-хвостоколов, Юлиана прощупывала дно перед собой с помощью палки-посоха.
Ночами Юлиане практически не удавалось спать из-за насекомых и болевших ран. Кроме того, на правом плече у неё начал развиваться нарыв и в ране завелись личинки.
На десятый день пребывания в джунглях девушка обнаружила пришвартованную лодку. Осмотревшись, она увидела на возвышении самодельную крышу из листьев и веток. Из-за отсутствия сил ей долго не удавалось взобраться на невысокую насыпь. Поднявшись, она поняла, что шалаш построен для укрытия лодочного двигателя. Рядом с шалашом девушка обнаружила некоторое количество бензина и, помня как ее отец однажды вылечил их пса, обработала свою рану бензином. Ей удалось извлечь около 30 личинок. В сильно ослабленном состоянии девушка уснула на земляном полу рядом с мотором. Разбудили её голоса людей утром следующего дня (4 января). Первым она увидела лесоруба Марсио Рибера, а с ним двоих мужчин. Все они были жителями деревни Пуэрто-Инка, что располагалась на реке Пачитеа. Они отвезли девушку в свою деревню, накормили и обработали раны имевшимися средствами. На следующий день девушку на лодке доставили в ближайший посёлок. В местной больнице Юлиане оказали профессиональную медицинскую помощь, а затем на небольшом самолёте переправили в Пукальпу, где она встретилась с отцом.
Место крушения было найдено благодаря показаниям Юлианы Кёпке спустя два дня после её прибытия в Пукальпу. К этому моменту все остальные выжившие пассажиры умерли. Оправившись от полученных травм, Кёпке помогала поисковым группам в обнаружении места крушения и извлечении тел жертв. Тело её матери было обнаружено только 12 января 1972 года. К 13 января нашли 91 тело, то есть всех погибших, из которых удалось опознать 56.

## После катастрофы
Вскоре Кёпке переехала в Западную Германию, где полностью оправилась от травм. Она изучала биологию в Кильском университете и окончила его в 1980 году. Она получила докторскую степень в Мюнхенском университете Людвига-Максимилиана, защитив диссертацию по экологическому исследованию колонии летучих мышей в тропических лесах, и вернулась в Перу для дальнейших исследований. В 1989 году Кёпке вышла замуж за немецкого энтомолога Эриха Диллера. В 2000 году стала директором исследовательской станции в лесах Перу после смерти её отца, который ранее занимал эту должность.

## В творчестве
Судьба Юлианы Кёпке нашла отражение в ряде произведений:
- Американо-итальянский фильм «Чудеса ещё случаются» (итал. «I miracoli accadono ancora»);
- Документальный фильм «Крылья надежды» (нем. «Julianes Sturz in den Dschungel») немецкого режиссёра Вернера Херцога[5];
- Документальный фильм Discovery Channel «Авиакатастрофы: совершенно секретно. Экстремальная погода» (6 серия, 1 сезон).
- В ноябре 2017 года анонсирован фильм «Когда я упала с неба» с Софи Тёрнер[6].

Кроме того, в 2011 году Юлиана Кёпке опубликовала автобиографическую книгу «Когда я упала с неба» (нем. Als ich vom Himmel fiel).